# Les Caprices de Marianne (opéra)
Cet article concerne l'opéra d'Henri Sauguet. Pour la pièce de théâtre d'Alfred de Musset, voir Les Caprices de Marianne.

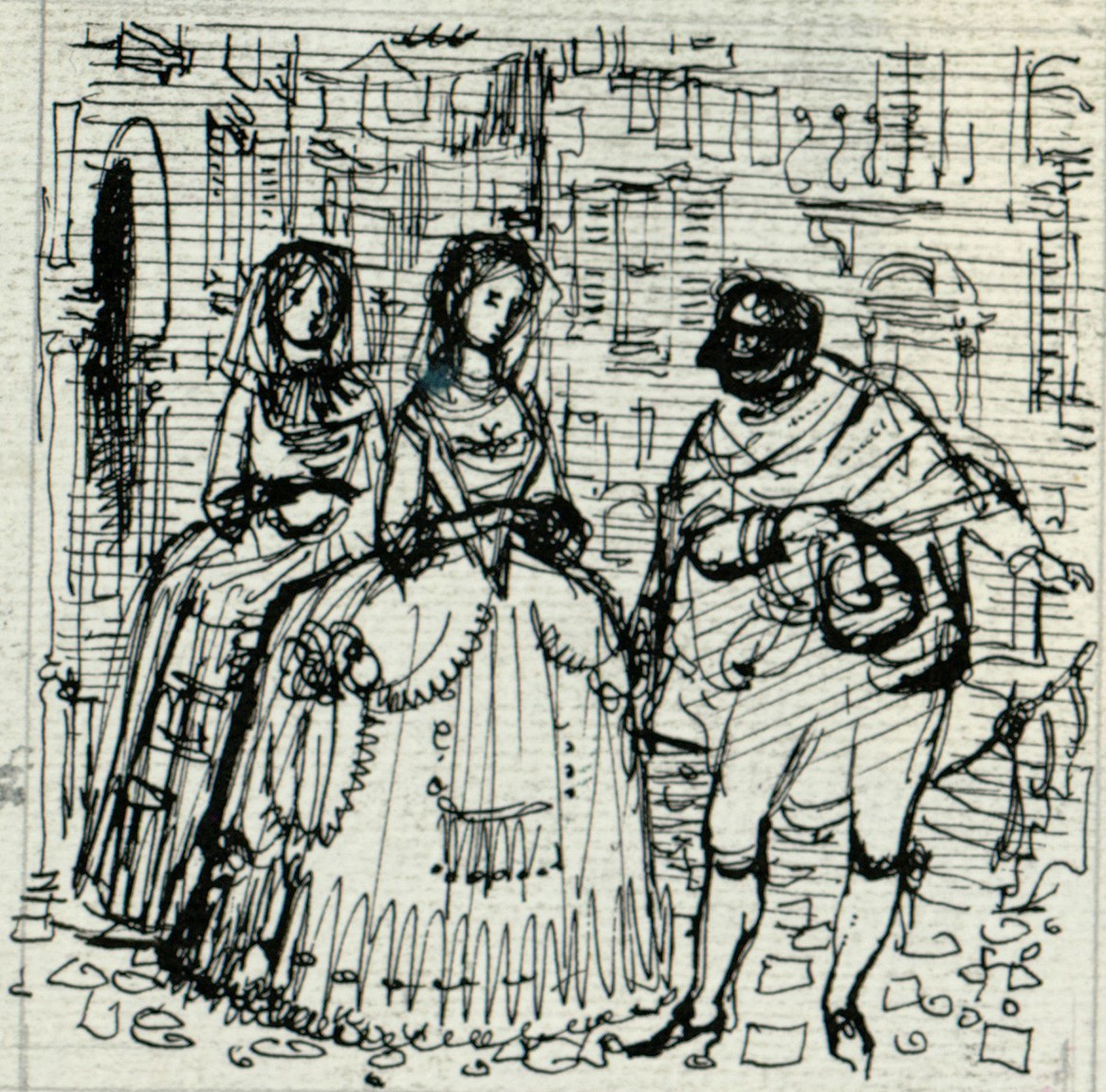
Illustration du livret à l'origine de l'opéra Les Caprices de Marianne.

Les Caprices de Marianne est un opéra en 2 actes d'Henri Sauguet sur un livret de Jean-Pierre Gredy d'après la pièce de théâtre éponyme d'Alfred de Musset, créé le 20 juillet 1954 au Festival d'Aix-en-Provence.

## Historique
Composée entre 1953 et 1954, l'œuvre est présentée pour la première fois au public le 20 juillet 1954 au Festival d'Aix-en-Provence dans la cour de l'Archevêché à l'occasion du 7e festival d'art lyrique dans une mise en scène de Jean Meyer, des décors et costumes de Jacques Dupont, avec l'Orchestre de la Société des concerts du Conservatoire et dirigé par Louis de Froment.
La partition est publiée aux éditions Ricordi (Paris). 

## Rôles et distributions
| Rôle                    | Voix            | Créateur                |
| ----------------------- | --------------- | ----------------------- |
| Marianne                | soprano         | Graziella Sciutti       |
| Hermia                  | alto            | Irene Companeez         |
| Cœlio                   | ténor           | Jean Capocci            |
| Octave                  | baryton         | Jean-Christophe Benoist |
| La duègne               | travesti, basse | Henri Bedet             |
| Claudio                 | basse           | Jacques Linsolas        |
| Tibia                   | ténor           | Louis-Jacques Rondeleux |
| L'aubergiste            | baryton         | Gérard Friedmann        |
| Le chanteur de sérénade | baryton         | Robert Tropin           |

## Discographie
- Andrée Esposito (Marianne), Camille Maurane (Octave), Michel Sénéchal (Cœlio), Louis-Jacques Rondeleux (Claudio), Gérard Friedmann (Tibia), Irma Kolassi (Hermia),  Paul Derenne (l'aubergiste), Claude Genty (le chanteur de sérénade), Agnès Disney (la duègne), Orchestre radio lyrique, Manuel Rosenthal (dir.) — Disques FY et du Solstice, 1993 (912098), enregistré les 27 et 28 mai 1959